# Hayat Traspas Ismail
Hayat Traspas Ismail nacida en (Mogadiscio, Somalia, en 1989, y de etnia somalí) es productora audiovisual y cofundadora (junto a su madre) y responsable de comunicación de la ONG Save a Girl Save a Generation, que lucha contra la mutilación genital femenina, el matrimonio forzado y cualquier forma de violencia hacia la mujer. 

## Trayectoria
Traspas es cofundadora junto a su madre de la ONG española Save a Girl Save a Generation, una de las organizaciones líderes en la prevención, concienciación y erradicación de la mutilación genital femenina. También trabaja activamente con Save a Girl Save a Generation Kenya.
Su carrera profesional está vinculada a la empresa de producción audiovisual Deer Watson Films: en ella ha dirigido varios proyectos documentales en países en desarrollo, siempre relacionados con la cooperación y los derechos humanos. Por ello tiene experiencia en financiación y organización de proyectos.
Es Jefa de Producción de Ébano Media, habiendo protagonizado algunos documentales como “Huellas en la Arena”, que trata de mostrar la realidad de Somaliland.
Siendo la primera persona de su familia que no ha sufrido la mutilación genital femenina, su objetivo primordial es contribuir para que el mundo quede libre de cualquier forma de violencia de género. Traspas explica que es importante evitar juzgar a las culturas o creencias de las mujeres que han pasado por esta agresión y no generalizar, y que está práctica no debe verse como una costumbre sino cómo una violación de los derechos humanos que nada tiene que ver con creencias religiosas.
Desde abril de 2020, es miembro del Consejo de End FGM, y también su copresidenta desde septiembre de 2021.

## Premios y reconocimientos
- En 2021 fue ganadora del VIII Premio Mujeres a Seguir en la categoría de Comunicación.[5]